# Holmestrand
Holmestrand es una ciudad y un municipio en la provincia de Vestfold, Noruega. El centro administrativo del municipio es la ciudad de Holmestrand. Fue establecido como municipio el 8 de enero de 1838. El 1 de enero de 1964 el municipio rural vecino de Botne fue unido a Holmestrand.
La ciudad se ubica en el fiordo de Oslo y está construida al lado del agua. A Holmestrand le fue concedido el estatus de ciudad en 1752, pero ha sido un puerto para la exportación de madera desde 1550 aproximadamente. La ciudad ha crecido en los últimos años, después de la inclusión de Botne.

## Información general

### Nombre
La forma del nombre en nórdico antiguo fue Holmastrand. El primer elemento es el caso genitivo de holmi que significa colina rocosa. El último elemento es strand que significa playa, costa u orilla. 

### Escudo de armas
El escudo de armas del municipio data de época relativamente moderna. Le fue concedido el 14 de noviembre de 1898. El escudo muestra un águila plateada sosteniendo un ancla dorada en su garra izquierda y una vara de esculapio dorada en su garra derecha, todo sobre fondo rojo. El águila en el escudo deriva del escudo del comerciante Johan Heinrich Tordenskiold, quien, en 1819 donó toda su furtuna para la construcción de una escuela en Holmestrand. El águila también daba su nombre al mayor barco del mercante el cual se muestra en el pecho del Águila Blanca. 
El ancla simboliza la importancia de Holmestrand como puerto. La serpiente en la vara de Esculapio es el símbolo de la medicina y simboliza el antiguo spa en Holmestrand que existió en los siglos XVIII y XIX.

## Transporte
La ruta europea E18 a través de Vestfold pasa alrededor de Holmestrand y vías secundarias conectan la ciudad con esta autopista. La línea ferroviaria Vestfoldbanen corre a través del centro de Holmestrand, la ciudad se sirve de la Estación Holmestrand.

## Residentes destacados
- Morten Müller (1828-1911), pintor.
- Harriet Backer (1845-1932), pintor.
- Agathe Backer Grøndahl (1847-1907), compositora.
- Nils Kjær (1870-1924) autor.

## Ciudades hermanadas
- Arsuk, Sermersooq, Groenlandia
- Islas Åland, Finlandia
- Eiði, Eysturoy, Islas Feroe
- Herning, Region Midtjylland, Dinamarca
- Husby, Schleswig-Holstein, Alemania
- Kangasala, Western Finland, Finlandia
- Siglufjörður, Eyjafjörður, Islandia
- Vänersborg, Västra Götaland County, Suecia